# Ґлінно (Вонґровецький повіт)
Ґлінно (пол. Glinno, нім. Lehmberg) — село в Польщі, у гміні Скоки Вонґровецького повіту Великопольського воєводства.
Населення — 342 особи (2011).
У 1975-1998 роках село належало до Познанського воєводства.

## Демографія
Демографічна структура станом на 31 березня 2011 року:
|          | Загалом | Допрацездатний вік | Працездатний вік | Постпрацездатний вік |
| -------- | ------- | ------------------ | ---------------- | -------------------- |
| Чоловіки | 187     | 72                 | 98               | 17                   |
| Жінки    | 155     | 48                 | 76               | 31                   |
| Разом    | 342     | 120                | 174              | 48                   |